# Амедео ди Кастеламонте
Амедео Кониенго ди Кастеламонте (на италиански: Amedeo Cognengo di Castellamonte, * 17 юни 1613 в Торино, Савойско херцогство, † 17 септември 1683 пак там) е италиански архитект, военен и цивилен инженер. Син е на Карло ди Кастеламонте. Заедно с баща си придава на Торино образа на барокова столица на 17 век, която може да се види и към 2021 г.

## Биография
Роден е през 1613 г. в Торино и е кръстен на 19 юни в енорията Сан Далмацо. Актът за раждане е открит през 1988 г. от Арабела Чифани и Франко Монети, като по този начин се коригира датата му на раждане, предложена по-рано, хипотетично, от Карло Боджо и Лучано Тамбурини. Баща му, граф Карло ди Кастеламонте (* 1571, † 1640) става първият инженер на херцог Карл Емануил I Савойски през 1615 г., а майка му Иполита Мария Фиокето е дъщеря на пиемонтския сенатор Антонио Дентис.
Завършва право в Торинския университет. Въпреки това прави обучителен престой в Рим в областта на архитектурата. Започва да сътрудничи с баща си, чието дело продължава, показвайки забележителен талант в областта на градоустройството.
Амедео става главният архитект на савойския херцог Карл Емануил II. Кариерата му е белязана от назначаването на престижни длъжности: Херцогски инженер през 1639 г., Архитект на Негово Височество през 1646 г., Генерален надзирател на строежите и укрепления и Държавен съветник през 1659 г., Генерал-лейтенант от артилерията през 1667 г. и Първи инженер на Негово кралско величество през 1678 г.
16-и граф на Кастеламонте от линията Кониенго, през 1638 г. се жени за Иполита Мария Дентис, а през 1667 г. – за Лодовика Дуки. Има две дъщери, с които семейният клон изчезва.
Умира на 70-годишна възраст в Торино.

## Дело
Сред най-важните му постижения, всичките в Торино и околности, са:
- Новият Херцогски дворец в Торино (днешен Кралски дворец), започнат през 1646 г. по нареждане на кралската мадам Мария Кристина Бурбон-Френска и завършен през 1660 г. при херцог Карл Емануил II благодарение на работата на многобройни значими художници, включително и на самия Амедео. Дворецът трябва да приюти не само суверена, но и всички структури, необходими за управлението на държавата. През 1658 г. Амедео създава фасадата с централното тяло, оградено от две по-високи странични тела, и съответната му връзка с Пиаца Кастело.
- Виа По в ТориноВторият проект за разширяване на Торино след този на баща му от 1620 г. Тази нова намеса трябва да разшири града на изток, като интегрира в себе си част от „селището По“ и се свърже на запад със стария град, а на юг – с първото разширение. Подобно на баща си Амедео също запазва плана на шахматната дъска от римски произход. Той обаче запазва косата форма на Contrada di Po (днешна ул. „По“), която трябва да свърже Пиаца Кастело с пътя за Киери, използвайки единствения съществуващ мост над река По по онова време (днешният мост Виторио Емануеле I между пл. „ Виторио“ и църквата Гран Мадре ди Дио). Амедео кара да се изградят аркади от двете страни на виа По, свързващи жилищните карета от лявата страна с тераси, за да създаде покрита пътека с дължина 1250 метра между Кралския дворец и По: новият път е открит през 1674 г. Както и при първото разширение, и в този случай в центъра на новата градска територия е поставен площад: пл. „Карло Емануеле II“, наречен от гражданите на Торино Пиаца „Карлина“. Нова улица (днешната ул. Академия Албертина) свързва ул. Пo с площад „Карло Емануеле I“I и пл. „Кариняно“. Сложните работи обаче вървят бавно и често не следват проекта на Кастеламонте: площадът не запазва осмоъгълния план, предвиден от него, и само една от сградите е построена според неговите планове. Територията на второто разширение обаче е обогатена от нови сгради и църкви като църквата Сан Филипо Нери, сградата на университета, болницата Сан Джовани Батиста, която Амедео ди Кастеламонте започва през 1680 г., но трябва да остави незавършена при смъртта си.

- Строителните работи по Кралския дворец във Венария Реале (Reggia di Venaria Reale), започнати през 1660 г. Ловният дворец по поръчка на херцог Карл Емануил II е една от най-големите савойски резиденции в Пиемонт и е използвана като модел за изграждането на френския дворец във Версай. Комплексът се състои от последователна система от селище, дворец и градини, в която са видни както римското обучение на архитекта, свързано с вкуса от края на 16 век, така и отвореността към новостите на барока.
- Кралските конюшни (Cavallerizza Reale di Torino), построени в края на 17 век, в което участват също Филипо Ювара и Бенедето Алфиери. Комплексът, който най-напред преминава в ръцете на Италианската държава, сега е собственост на Община Торино, която трябва да насърчи неговото преустройство. Вътре се намира Circolo Beni Demaniali – бивш CRAL della Corona, основан през 1948 г. от бивши служители на Кралския дом.Замък в Монкалиери
- Продължава делото на баща си в парка Валентино, вкл. и в замъка Валентино
- В замъка на Монкалиери прави френска система от павилиони и галерии, експериментирани от баща му, и създава един от най-монументалните дворци на Савойския двор
- Интервенции във Вила на кралицата в Торино
- Интервенции в църквата „Сан Салварио“ в Торино
- Голям олтар на църквата „Сан Франческо да Паола“в Торино
- Интервенции в църквата „Санта Кристина“, завършена от Филипо Ювара

- През 1646 г. проектира църквата „Сант Елена“ във Вилафранка д'Асти по молба на Монсиньор Джакомо Гория – епископ на Верчели, родом от този град и свързан със савойския двор.
- През 1654 г. проектира „Лученто“
- Параклис на плащаница в Торино, впоследствие напълно променен от Гуарино Гуарини
- Проект за грандиозната болница „Сан Джовани“ в Торино (1683), осъществен от сътрудника му Джанфранческо Барончели
- Дворец „Ласкарис“ в Торино
- Дворец „Труки ди Левалдиджи“ до църквата „Сан Карло“ в Торино (1673 – 75)
- Укрепления: в Асти и Мондови (1678), Торино (Цитадела 1663 – 1673, Бастионите на източното градско разширение 1669 – 1673)
- Сценографии за савойските дворцови тържества, напр. сцените на „Лизимах“, с което на 31 октомври 1680 г. се открива Кралският театър в Палацо Векио.